# Sam Bennett (Eishockeyspieler)
Samuel „Sam“ Bennett-McDowell (* 20. Juni 1996 in Richmond Hill, Ontario) ist ein kanadischer Eishockeyspieler, der seit April 2021 bei den Florida Panthers in der National Hockey League unter Vertrag steht. Mit dem Team gewann er in den Playoffs 2024 und 2025 den Stanley Cup und wurde dabei 2025 auch mit der Conn Smythe Trophy als MVP ausgezeichnet. Zuvor verbrachte der Center knapp sechs Jahre in der Organisation der Calgary Flames, die ihn im NHL Entry Draft 2014 an vierter Position ausgewählt hatten.

## Karriere
Sam Bennett wurde in Richmond Hill geboren und wuchs im benachbarten Holland Landing auf. In seiner Jugend spielte er für die York Simcoe Express sowie für die Toronto Marlboros, ehe er 2012 im OHL Priority Selection  in der ersten Runde von den Kingston Frontenacs ausgewählt wurde. Bereits in seiner ersten Spielzeit in einer der stärksten Juniorenligen Kanadas kam Bennett auf 40 Scorerpunkte aus 60 Spielen. Dabei entschied er sich zu Ehren von Doug Gilmour für die Rückennummer 93 – Gilmour, der über 1400 NHL-Spiele absolvierte und in die Hockey Hall of Fame aufgenommen wurde, fungiert zudem als General Manager der Frontenacs. Zum Saisonende nahm er mit der kanadischen U18-Nationalmannschaft an der U18-Junioren-Weltmeisterschaft 2013 in Sotschi teil und gewann dort die Goldmedaille, ebenso wie wenig später beim Ivan Hlinka Memorial Tournament 2013.
In der Spielzeit 2013/14 erzielte Bennett 41 Tore und 59 Vorlagen in 64 Spielen und zog damit die Aufmerksamkeit höherklassiger Teams auf sich. Infolgedessen wurde er vom Central Scouting Service auf Platz eins der vielversprechendsten Talente im anstehenden NHL Entry Draft 2014 gesetzt. Am CHL Top Prospects Game konnte er aufgrund einer Leistenverletzung allerdings nicht teilnehmen. Im eigentlichen Entry Draft wurde er von den Calgary Flames an vierter Stelle ausgewählt. In der Folge nahmen ihn die Flames im Juli 2014 unter Vertrag.
Im Oktober 2014 unterzog sich Bennett einer Schulteroperation und fiel fünf Monate aus. Im Anschluss gaben ihn die Flames an die Kingston Frontenacs ab, um ihm Spielpraxis zu gewähren. Erst kurz vor Ende der regulären Saison wurde er in den NHL-Kader zurückberufen. Daher begann er erst mit der Spielzeit 2015/16 seine erste komplette Saison in der NHL, wobei ihm im Januar 2016 beim 6:0-Erfolg der Flames über die Florida Panthers vier Treffer gelangen. Damit wurde er zum jüngsten Spieler der Franchise-Geschichte, dem ein Hattrick gelang, sowie zum ersten Spieler mit vier Toren in einem Spiel seit Jarome Iginla im Februar 2003.
Im Juli 2019 unterzeichnete Bennett einen neuen Zweijahresvertrag in Calgary, der ihm ein Gesamtgehalt von 5,1 Millionen US-Dollar einbringen soll. Diesen erfüllte er jedoch letztlich nicht bei den Flames, da er im April 2021 nach knapp sechs Jahren in der Organisation an die Florida Panthers abgegeben wurde. Im Gegenzug wechselten Emil Heineman und ein Zweitrunden-Wahlrecht für den NHL Entry Draft 2022 nach Calgary. In Florida wiederum erhielt er im Juli 2021 einen neuen Vierjahresvertrag mit einem Gesamtvolumen von 17,6 Millionen US-Dollar. In den Playoffs 2023 erreichte er mit den Panthers das Endspiel um den Stanley Cup, unterlag dort allerdings den Vegas Golden Knights mit 1:4. In den folgenden Playoffs 2024 zog er mit dem Team erneut ins Finale ein und errang mit einem 4:3-Erfolg über die Edmonton Oilers nun auch den ersten Stanley Cup der Franchise-Geschichte. In den Playoffs 2025 wiederum verteidigten sie den Titel durch einen weiteren 4:2-Sieg gegen die Oilers, wobei Bennett mit 15 Treffern bester Torschütze der post-season wurde und man ihn daher mit der Conn Smythe Trophy als MVP der Playoffs ehrte. Wenig später unterzeichnete er noch im Juni 2025 einen neuen Achtjahresvertrag in Florida, der ihm ein durchschnittliches Jahresgehalt von acht Millionen US-Dollar einbringen soll.

## Erfolge und Auszeichnungen
| - 2013 OHL Second All-Rookie Team - 2014 CHL Top Draft Prospect Award - 2014 OHL Third All-Star Team | - 2024 Stanley-Cup-Gewinn mit den Florida Panthers - 2025 Stanley-Cup-Gewinn mit den Florida Panthers - 2025 Conn Smythe Trophy |

### International
- 2013 Goldmedaille beim Ivan Hlinka Memorial Tournament
- 2013 Goldmedaille bei der U18-Junioren-Weltmeisterschaft
- 2025 Gewinn des 4 Nations Face-Off

## Karrierestatistik
Stand: Ende der Saison 2024/25

### International
Vertrat Kanada bei:
- World U-17 Hockey Challenge 2013
- Ivan Hlinka Memorial Tournament 2013
- U18-Junioren-Weltmeisterschaft 2013
- 4 Nations Face-Off 2025

(Legende zur Spielerstatistik: Sp oder GP = absolvierte Spiele; T oder G = erzielte Tore; V oder A = erzielte Assists; Pkt oder Pts = erzielte Scorerpunkte; SM oder PIM = erhaltene Strafminuten; +/− = Plus/Minus-Bilanz; PP = erzielte Überzahltore; SH = erzielte Unterzahltore; GW = erzielte Siegtore; 1 Play-downs/Relegation; Kursiv: Statistik nicht vollständig)